# Городнянская сотня
Городнянская сотня (укр. Городнянська сотня) — военно-административная единица Черниговского полка Гетманщины.

## История
Образована в 1672 году по инициативе гетмана Ивана Самойловича во время административной реформы Войска Запорожского как административная единица Черниговского полка. Выделена из Седневской сотни. На протяжении всего своего существования была в составе Черниговского полка. Расформирована в 1782 году после упразднения Запорожской Сечи, административная территория присоединена к Черниговскому наместничеству.
Центр — город Городня (районный центр Черниговской области), до 1648 года — центр Городнянской волости Черниговского повета Черниговского воеводства.

## Сотники
- Грицько Романов (1672)
- Иван Войцехович (1672)
- Василий Пивень (1690)
- Герасим (1691)
- Андрей Стахович (1691–1699)
- Василий Стахович (1700–1715)
- Яков Жданович (1717–1726)
- Самойло Холодович (1725)
- Иван Войцехович (1728)
- Фёдор Молявка (1729–1738)
- Пётр Лемешовский (1734)
- Андрей Войцехович (1742)
- Григорий Молявка (1744)
- Иван Пирятинский (1748)
- Леонтий Серафимович (1739, 1751)
- Иван Стахович (1755–1761)
- Григорий Дубовик (1759–1767)
- Иван Красовский (1770)
- Никифор Харченко (1771–1779)

## Территория
На территории сотни размещалось 43 населённых пункта:
- Город: Городня
- 34 села: Александровка, Андреевка, Бириловка, Буровка, Бутовка, Ваганичи, Владимирка, Выхвостов, Гнездище, Деревины, Дроздовица, Дубровное, Жабчичи, Ивашково, Ильмовка, Кашпуровка, Кузнецы, Куликовка, Кусеи, Лемешовка, Листвен, Ловынь, Мощенка, Невкля, Овтуничи, Перепись, Пекуровка, Салановка, Семковка, Смычки, Староселье, Тупичев, Хоробичи, Хотивля
- 6 слобод: Дехановка, Жабчицкая, Калиновка, Лиственская, Пивнева, Смяч
- 2 хутора: Гнездищенский и Пивневский

В описи 1769 года упоминаются также сёла Бычацкое, Будище, Гутица, Сутки и Хриповцы.
На западе сотня граничила с Роиской сотней, на востоке — с Седневской сотней..

## Хозяйство
На территории сотни работало две мельницы (Гасичева и Долгая-Гребля), три гуты (Новая, Новосвятская и Александровская), четыре рудни (Переездинская, Политическая, Свяцкая и Суховерская), а также бумажная фабрика (папирня) бунчукового товарища Константина Лизогуба.